# Syntrechalea
Syntrechalea là một chi nhện trong họ Trechaleidae.